# Yoshiteru Yamashita
Yoshiteru Yamashita (født 21. november 1977) er en japansk fodboldspiller.

## Japans fodboldlandshold
| Japans landshold | Japans landshold | Japans landshold |
| År               | Kmp              | Mål              |
| ---------------- | ---------------- | ---------------- |
| 2001             | 2                | 0                |
| 2002             | 0                | 0                |
| 2003             | 1                | 0                |
| Total            | 3                | 0                |